# Рено III де Три
Рено III де Три (Renaud III de Trie) (ум. в сентябре 1327) — граф Даммартена с 1316.
Родился не ранее 1298 года, когда состоялась свадьба его родителей. Сын Рено II де Три, графа Даммартена, и Филиппы де Бомон-ан-Гатинэ.
Не следует путать его с дальним родственником — Рено II де Три (ум. 1324), маршалом Франции.
Наследовал отцу в 1316 году.
В 1319 году женился на Поли (Ипполите) де Пуатье (1307/08 — 1346/47), дочери Эймара V де Пуатье, графа Валентинуа. Свадьба проходила 15 июля в Буа де Венсан, на ней присутствовал король Франции Филипп V, который в датированной тем же днём хартии указал, что Поли де Пуатье, дочь шевалье Эймара де Пуатье, в свои 11 лет вольна поступать так, как будто ей 14 лет («faire toutes choses comme si elle avoit l’âge de quatorze ans, estant bien enfourmé qu’elle en avoit unze passez»).
Этот брак оказался бездетным.
Рено III де Три умер в сентябре 1327 года. Ему наследовал младший брат — Жан де Три (ум. 1338).